# Mohamed Marhoon
Mohamed Jasim Mohamed Ali Abdulla Marhoon (arabisch محمد جاسم مرهون, DMG Muḥammad Ǧāsim Marhūn; * 12. Februar 1998 in Dschidhafs) ist ein bahrainischer Fußballspieler.

## Karriere

### Klub
In der Saison 2015/16 spielte er für al-Riffa, vorher stand er bei Sitra Club unter Vertrag. Von Februar bis Juli 2019 hatte er eine kurze Stippvisite bei Bohemians Prag 1905 in Tschechien. Seit Sommer 2019 ist er aber wieder zurück bei al-Riffa.

### Nationalmannschaft
Seinen ersten bekannten Einsatz für die bahrainische A-Nationalmannschaft erhielt er am 6. September 2018 bei einem 1:1-Freundschaftsspiel gegen die Philippinen, wo er in der 87. Minute für Ahmed Juma eingewechselt wurde. Nach ein paar weiteren Freundschaftsspielen war sein erstes Turnier die Asienmeisterschaft 2019, hier erreichte er mit seinem Team das Achtelfinale. Zum Ende des Jahres war er auch beim Golfpokal 2019 vertreten. Zuletzt war er auch beim FIFA-Arabien-Pokal 2021 im Einsatz.